# Брувлијер
Брувлијер (фр. Brouvelieures) насеље је и општина у североисточној Француској у региону Лорена, у департману Вогези која припада префектури Сен Дије де Вогез.
По подацима из 2011. године у општини је живело 485 становника, а густина насељености је износила 65,9 становника/km². Општина се простире на површини од 7,36 km². Налази се на средњој надморској висини од 392 метара (максималној 545 m, а минималној 347 m).

## Демографија
| 1962. | 1968. | 1975. | 1982. | 1990. | 1999. | 2011. |
| ----- | ----- | ----- | ----- | ----- | ----- | ----- |
| 544   | 610   | 638   | 603   | 499   | 522   | 485   |

График промене броја становника у току последњих година